# カルロ1世 (シチリア王)
カルロ1世（イタリア語: Carlo I d'Angiò, 1227年3月21日 - 1285年1月7日）は、シチリア王（在位：1266年 - 1282年）、後にナポリ王（在位：1282年 - 1285年）。カペー系アンジュー家（アンジュー＝シチリア家）の祖で、フランス王ルイ8世と王妃ブランシュ・ド・カスティーユの子。ルイ9世の末弟。シチリア王位に就くまでの活躍により、フランス語名を元にアンジュー伯シャルル、シャルル・ダンジュー（Charles d'Anjou）と表記されることが多い。本項でも以降シャルルと表記する。
フランス南部やイタリア北部に積極的な勢力拡大を行い、ローマ教皇の支持を得てホーエンシュタウフェン家を滅亡させシチリア王国を征服し、さらには東ローマ帝国の征服と地中海帝国の建設を夢見たが、シチリアの晩祷事件を契機に失敗に終わった。

## 生涯

### プロヴァンス伯継承
1246年にシャルルはプロヴァンス伯レーモン・ベランジェ4世の末娘ベアトリスと結婚し、プロヴァンス伯領を継承した。さらに、1247年にフランス王家からアンジュー、メーヌ伯領を親王采地として受け取った。しかし、プロヴァンス伯の妻のベアトリスや他の娘たちは、末娘のプロヴァンス継承に不満を唱えた。さらに、プロヴァンスは法的には神聖ローマ帝国（アルル・ブルグント王国）領であり、支配下の諸侯やマルセイユ、アルル、アヴィニョン等の都市は大幅な自治を享受していたため、まもなくシャルルのフランス風の集権的な支配に対して不満を持ち、反乱を起こすようになった。シャルルが完全にプロヴァンスの反乱を鎮圧するには1262年までかかった。

### 十字軍
1248年、兄のフランス王ルイ9世は第7回十字軍を起こしてエジプトに攻め入った。末弟としてシャルルもこれに参加し勇戦したが、共に捕虜になった。解放された後はフランスに戻り、兄のトゥールーズ伯アルフォンスや母ブランシュと共に摂政を務めた。
また、1270年の第8回十字軍にも参加し、自己の勢力拡大を狙ってチュニジアを攻撃するよう仕向けたが、ルイ9世が遠征先で病没する結果となった。

### シチリア
1252年、ローマ教皇インノケンティウス4世から、神聖ローマ皇帝コンラート4世に代わってシチリア王となることを提示されるが、ヨーロッパの平和・安定を願うルイ9世はこれを許さず、話は立ち消えになった。
しかし、1258年にフリードリヒ2世の庶子でコンラート4世の異母弟マンフレーディがシチリア王になりローマを脅かすようになると、ローマ教皇はさらに熱心にシチリア王位を持ちかけてきた（実はイングランド王ヘンリー3世の次男エドマンドと話がついていたが、これに不安を感じたイングランド諸侯が反乱を起こしたため立ち消えになった）。今度はルイ9世も、庶子でありながら王位を簒奪したマンフレーディに不満を抱いていたため、これを承認した。
1266年、ローマ教皇クレメンス4世からシチリア王カルロ1世として戴冠され、教皇の承認を得て十字軍を称し、アンジュー、プロヴァンスの兵に加えてフランス中から兵を集め、イタリアに進撃した。
同年、ベネヴェントの戦いでマンフレーディを討ち死にさせ、シチリアを占領した。さらに、1268年にシチリア王位を求めて北イタリアに侵攻してきたコンラート4世の子コッラディーノもタリアコッツォの戦いで捕らえ処刑することにより、ホーエンシュタウフェン家を完全に滅亡させ、南イタリアの支配に成功した。

### 地中海帝国
しかしシャルルの野望はとどまるところを知らず、今度はシチリア王伝統の政策である東ローマ帝国征服の野望を抱くようになる。そのために、彼は綿密な政治工作を次々と繰り出した。
1267年には男子後継者の見込みがないアカイア公国のギヨーム2世・ド・ヴィルアルドゥアンとヴィテルボ協定を結び、ギヨームを従臣とした上で自分の次男フィリップとギヨームの娘イザベルを結婚させて両者を後継者とし、彼らに男子が産まれない場合にはシャルル自らがアカイア公となるべきことも決定した。その後、東ローマ皇帝ミカエル8世パレオロゴスによって国を追われたラテン帝国皇帝ボードゥアン2世ド・クルトネーを保護し、さらに彼の息子フィリップと自分の娘ベアトリス（1275年没）を結婚させてその保護者に収まり、1273年にはラテン皇帝の地位を相続した。1277年には、さらにエルサレム王国の継承権を手に入れ、エルサレム王を称した。
1277年に次男フィリップ、1278年にアカイア公ギヨームが共に男子後継者なく死去し、シャルルはアカイア公も兼ねることとなった。こうした背景の上に、さらにいくつかの領土をアドリア海岸に獲得して東ローマ帝国に侵攻しようとしたが、ミカエル8世の東西教会統一政策などで侵攻を一時、中断せざるを得なくなった。

### シチリアの晩祷
しかしシャルル1世は諦めず、1282年に再度の侵攻を目論んだが、これに脅威を感じていたミカエル8世は、アラゴン、ジェノヴァと結び、遠征のために重税を課せられていたシチリア住民の反フランス感情を煽る工作を行った。
同年春に発生したシチリアの晩祷事件自体は偶発的だった。当初、シャルルはこの反乱を軽く見ていたため対応が遅れ、シチリア全土を失った。シチリアの住民はローマ教皇に保護を願い出たが、シャルルを支持する教皇は、かえって住民を破門した。このためシチリア住民は、マンフレーディの娘婿であるアラゴン王ペドロ3世に援助を求めた。これを受けたペドロ3世はシチリアに上陸し、シチリア王を宣言した。

### ナポリ王国
以降、ナポリを拠点とするシャルルとペドロ3世の間の戦争が続いた（シチリア晩祷戦争）。シャルルは、ローマ教皇マルティヌス4世にペドロ3世を破門し、甥のフランス王フィリップ3世にアラゴン王位を与えるよう工作し、シャルルの意を受けたフィリップ3世がアラゴンを攻めたが、成果は上がらず、逆に敗北した。1284年のナポリとアラゴンの海戦もシャルル側に利は無く、長男のシャルル2世も捕虜になり、1285年に失意のうちに病死した。同年、フィリップ3世、ペドロ3世、マルティヌス4世も没している。
シャルルの死後は1288年に捕虜から解放されたシャルル2世が後継者となり、以後もシチリア王を称したがシチリアを支配をすることはなく、通常はナポリ王と称される。後にシャルルの曾孫カルロ・ロベルトはハンガリー王となった。この王朝はハンガリー・アンジュー朝と呼ばれる。

## シャルルの夢
シャルルの夢は、シャルルマーニュの後継者を自負するフランス王国、ロベルト・イル・グイスカルド以来東ローマ帝国を狙うシチリア王国、聖地回復を望むローマ教皇の夢に基づいたもので、甥のフィリップ3世を神聖ローマ皇帝につけ、コンスタンティノープルを征服して地中海帝国を築き、エルサレムを奪回するというものだった。

## 家族
最初の妻ベアトリス・ド・プロヴァンス（1234年 - 1267年）との間に4男3女をもうけた。
- ルイ（ルイージ、1248年）
- ブランシュ（ビアンカ、1250年 - 1269年） - フランドル伯ロベール3世と結婚
- ベアトリス（ベアトリーチェ、1252年 - 1275年） - 最後のラテン皇帝ボードゥアン2世ド・クルトネーの息子フィリップ・ド・クルトネーと結婚
- シャルル2世（カルロ2世、1254年 - 1309年） - ナポリ王
- フィリップ（フィリッポ、1256年 - 1277年） - アカイア公、イザベル・ド・ヴィルアルドゥアンと結婚
- ロベール（ロベルト、1258年 - 1265年）
- エリザベートまたはイザベル（エリザベッタ、1261年 - 1300年頃） - ハンガリー王ラースロー4世と結婚

ベアトリスと死別後、1268年にブルゴーニュ公ユーグ4世の孫娘マルグリット・ド・ブルゴーニュと再婚した。2人は1女マルグリット（マルゲリータ）をもうけたが夭逝した。